# Indiana Jones i el temple maleït
Indiana Jones i el temple maleït (títol original en anglès Indiana Jones and the Temple of Doom) és una pel·lícula de Steven Spielberg estrenada el 1984, protagonitzada per l'actor Harrison Ford. És la segona part de la sèrie de cinc pel·lícules centrades sobre el personatge d'Indiana Jones. Aquesta pel·lícula ha estat doblada al català.

## Argument
Xangai, Àsia 1935.
Indiana Jones desembarca al bar d'un gàngster xinès, Lao Che, per recuperar un diamant de les cendres de Nurhaci, un emperador xinès. Però l'intercanvi se’n va en orris i Indy, portant amb ell Willie Scott, una directora de revista, aconsegueix anar-se de la Xina amb l'ajuda de Mitja Lluna, un petit noi d'11 anys, a bord d'un avió.
Però l'avió pertany a Lao Che i els pilots, després d'haver buidat les reserves, salten en paracaigudes. Usant un vaixell de salvament per esmorteir la seva caiguda, Indy, Willie i Mitja Lluna arriben a fugir.
S'assabenten que són a l'Índia i arriben a un poble. Allà se'ls demana d'anar a buscar una pedra màgica que ha estat amagada pels Thugs. Comença llavors una aventura fosca i aterridora...

## Repartiment
- Harrison Ford: Indiana Jones
- Kate Capshaw: Wilhelmina 'Willie' Scott
- Jonathan Ke Quan o Ke Huy Quan: Mitja lluna (en versió original: Short Round)
- Amrish Puri: Mola Ram
- Roshan Seth: Chattar Lal
- Philip Stone: el capità Blumburtt
- Roy Chiao: Lao Che
- David Yip: Wu Han
- Ric Young: Kao Han
- Dan Aykroyd: Earl Weber
- George Lucas: un missioner (no surt als crèdits)
- Steven Spielberg: un turista a l'aeroport (no surt als crèdits)

## Comentaris
Aquesta pel·lícula és la menys estimada de la sèrie per Spielberg. El seu univers negre és inspirat per George Lucas, per a qui el segon episodi d'una trilogia és sempre el més fosc. Steven Spielberg no perdria amb tot el temps, ja que hi va trobar la seva dona, Kate Capshaw.
Per a aquesta pel·lícula va ser creada la classificació americana PG-13 (Desaconsellat als menors de 13 anys) per la MPAA. Sobretot per un cor palpitant arrencat d'un pit i perquè l'heroi pega un cop de puny a un jove noi.
En el començament de la pel·lícula, Indiana Jones surt amb estrèpit del club Obi-Wan, anomenat així en referència a la pel·lícula La Guerra de les Galàxies.

## Al voltant de la pel·lícula
- Encara que sigui la segona pel·lícula de la sèrie, l'acció té lloc el 1935, o sigui abans de les de les altres pel·lícules. A la recerca de l'arca perduda té lloc el 1936, Indiana Jones i l'última croada el 1938 i Indiana Jones i el regne de la calavera de cristall el 1957.
- El títol original era Indiana Jones i el temple de la mort. Ha estat canviat perquè s'assemblava massa a un fosc presagi.
- Els guionistes no van obtenir permís per rodar a l'Índia. El govern indi temia que el contingut de la pel·lícula no reflectís veritablement la cultura del país.
- El lloc principal del rodatge va ser la ciutat de Kandy a Sri Lanka prop d'un indret on una societat d'enginyeria britànica estava construint una presa. L'equip de rodatge li va demanar ajuda per a la construcció del pont penjant sobre la gorja.
- Les escenes del pont han estat filmades a tres continents diferents. Les del pont mateix i aquella on Indy el talla amb el seu matxet han estat rodades a Sri Lanka. Aquella on es veu el pont caure amb 14 persones (14 maniquins) ha estat filmada als Elstree Studios de Londres. Finalment, aquella on es veuen els caimans ha estat rodada a Florida.
- L'avió utilitzat per Indy per deixar Shanghai és un Ford Trimotor 5-AT-B, construït el 1929.
- Steven Spielberg havia pensat a contractar Karen Allen pel seu paper de Marion Ravenwood però ell i George Lucas van jutjar que calia una altra dona per a Indy.
- Sharon Stone va ser temptada abans de Kate Capshaw per al paper de Willie.
- Una crida havia estat llançada a les escoles elementals per tal de trobar un jove actor asiàtic. Jonathan Ke Quan va arribar per acompanyar el seu germà a les proves càsting però va atreure l'atenció del director del casting, ja que havia passat tota l'audició dient-li al seu germà el que calia fer i el que no.
- La jaqueta que porta Indy a la cambra del palau és una jaqueta Han Solo que havia estat fabricada per a La Guerra de les Galàxies.
- Els rat-penat vampirs que apareixen a la pel·lícula són frugívors. Els verdaders rat-penat vampirs són molt més petits i només viuen a Amèrica del Sud.
- Per al rodatge de l'escena de la carrera a la mina, els enginyers de so han gravat els sorolls dins de l'atracció Big Thunder Mountain de Disneyland.[3]
- A Xangai, el club on es troba Indy es diu Obi Wan, que és un dels nombrosos paral·lels amb La Guerra de les Galàxies a les pel·lícules d'Indiana Jones